# 獨立學校 (英國)
在英國，獨立學校（也被稱為私立學校，及在某些情況下指公學）是一間由私人資源資助的學校，資源的主要形式是學費、饋贈和長期慈善捐贈基金，並不受國家財政條例管制。英國大約有2,500間獨立學校，教育大約615,000名學童（佔全英國兒童僅僅多於7%，佔16歲以上學生大約18%）。
大約10%的英國獨立學校是公學，一般而言擁有悠久歷史和傳統、及作為校長會議成員學校。